# Cinta Kasih
Cinta Kasih is een bestuurslaag in het regentschap Muara Enim van de provincie Zuid-Sumatra, Indonesië. Cinta Kasih telt 4007 inwoners (volkstelling 2010).